# Судно-реплика
Судно-реплика — копия когда-то существовавшего конкретного судна или типа судна определенного исторического периода. Целью строительства судна-реплики могут являться: 
- историческое исследование судостроения,
- изучения культуры времени, к которому относилось судно-оригинал,
- создание корабля-музея,
- использование в развлекательных целях, использование в кинематографе и др[1].

Термин «судно-реплика» в данном контексте не относится к масштабным моделям.
Термин «корабль-музей» относится к судну-реплике в случае размещения на нем музейной экспозиции, либо когда судно-реплика само является предметом музейной экспозиции.

## Функциональные суда-реплики (на плаву)
| Название судна             | Тип                           | Год постройки | Изображение       | Примечания | Оригинал                                                                                         | Год постройки, история службы |
| -------------------------- | ----------------------------- | ------------- | ----------------- | --- | ------------------------------------------------------------------------------------------------ | --- |
| Bluenose II                | Шхуна                         | 1963          |                   | Реплика была построена по заказу Оланда Бревери, как частная яхта и как маркетинговый ход в продвижении марки пива, выпускаемого его заводом. В 1971 году была продана правительству Новой Шотландии за $1. | Bluenose                                                                                         | Канада 1921—1946 · Канадская рыболовная шхуна и одновременно победитель множества гоночных состязаний. Стала провинциальной иконой Новой Шотландии и важным символом Канады 1930-х годов. Разбилась о риф в 1946 году.                                               |
| Bounty                     |                               | 1960 2012     |                   | Судно было построено для фильма «Мятеж на „Баунти“». Судно затонуло у побережья Северной Каролины во время урагана «Сэнди» 29 октября 2012 года, 14 из 16 членов экипажа удалось спастись, при этом погибла Клавдия Кристиан, которая являлась прапрапрапраправнучкой Флетчера Кристиана — помощника капитана корабля-оригинала HMS Bounty. | HMS Bounty                                                                                       | Великобритания 1787—1790 · Корабль, на котором во время экспедиции за хлебными деревьями в Тихом океане 28 апреля 1789 года произошёл мятеж, ставший основной темой нескольких пьес, книг и стихотворений.                                                           |
| Ивлия                      | Диера                         | 1989 1997     |                   | Построена на Судоверфи № 1 ВМФ СССР (Сочи). Стартовав из Одессы в 1989 г., за шесть экспедиционных сезонов корабль преодолел более 3000 морских миль вокруг Европы и окончил плавание в Париже. | Изображения на вазах, барельефы, письменные и археологические источники.                         | Древнегреческая диера (бирема) VII века до н. э. — гребной корабль с двумя ярусами вёсел. |
| Индевор                    | Барк                          | 1994          |                   | Судно строилось по инициативе траста, управляющего Австралийским национальным морским музеем. Реплика строилась традиционными для времени оригинала методами и с использованием, насколько это было возможно, традиционных материалов. После строительства реплика прошла маршрут оригинала, а в период 1996—1999 годов совершила кругосветное плавание. Судно снялось в фильме «Хозяин морей: На краю Земли» | Индевор                                                                                          | Австралия 1764—1775 · Корабль, на котором совершил свою первую экспедицию капитан Джеймс Кук. |
| Enterprize                 | Шхуна                         | 1997          |                   | Реплика построена с целью ознакомления с опытом хождения под парусами XIX века и изучения истории города Мельбурн. Реплика строилась 6 лет по технологиям судостроительства XIX века. Парусное вооружение также традиционно для того времени. Стоимость реплики составила $2,5 млн. Это первое коммерческое судно с прямым парусным вооружением, построенное в Мельбурне за 120 лет. | Enterprize                                                                                       | Австралия 1829—1847 · Судно известно тем, что, будучи купленным в 1835 году Джоном Фокнером, отправилось к берегам Австралии, и колонисты, добравшись на этом судне до места, основали город Мельбурн.                                                               |
| Дёйфкен нидерл. De Duyfken | Барк                          | 1999          |                   | В 1993 году, автор и организатор проекта "Дёйфкен" Майкл Дж. Кэйлис (англ. Michael G Kailis), историк Майкл Янг (англ. Michael Young) и председатель Фонда "Дёйфкен" Чарли Велкер (англ. Charlie Welker) начали кампанию по сбору средств для постройки реплики барка Голландской Ост-Индской компании Дёйфкен, 1595 года. Было собрано около $3,7 млн долларов и к 2000 году была закончена постройка судна. Соблюдая историческую достоверность, при постройке были соблюдены материалы и технологии, идентичные эпохи Республики Соединенных провинций. Именно на таком судне, в 1606 году Виллем Янсзон стал первым из европейцев, кто достиг материка Австралия и нанес на карту часть этого побережья. | Дёйфкен нидерл. De Duyfken                                                                       | Фримантл, Австралия. С 08.04.2000 года и по настоящее время находится на плаву и участвует в разного рода экспедициях. |
| Götheborg                  | Ост-индский корабль           | 2003          |                   | Судно строилось с июня 1995 по июнь 2003 года. Стоимость составила 30 млн долларов. | Götheborg                                                                                        | Швеция 1745 · Один из около 40 кораблей Шведской Ост-Индской компании. |
| Hector                     | Флейт                         | 2000          |                   | | Hector                                                                                           | Великобритания до 1750 · Судно известно тем, что в 1773 году доставило первых шотландских переселенцев в Новую Шотландию. |
| Nao Victoria               | Каракка                       | 1992          |                   | | Виктория                                                                                         | Королевство Кастилия и Леон 1519—1522 · Первый корабль в истории, обогнувший земной шар. Единственный из пяти кораблей, вернувшийся из кругосветного плавания Фернана Магеллана.                                                                                     |
| Нинья                      | Каравелла                     | 1991          |                   | При постройке реплики использовались технологии XV века, при этом использовались только скобели, топоры, ручные пилы и долото. Судно принимало участие в съёмках фильма «1492: Завоевание рая» | Санта-Клара                                                                                      | Королевство Кастилия и Леон 1475—1501 · Один из трёх кораблей, на которых Христофор Колумб отправился в свою первую океанскую экспедицию и в 1492 году открыл Америку.                                                                                               |
| Princess Taiping           | Джонка                        | 2008 2009     |                   | 25 апреля 2009 года затонула вблизи о. Тайвань за день до окончания рекордного перехода длиной в 14 тыс. миль (через Тихий океан и обратно) после столкновения с грузовым судном. Члены экипажа были спасены. |                                                                                                  | Военный корабль времен династии Мин, Китай. |
| La Recouvrance             | Шхуна                         | 1990          |                   | Реплика была построена по плану шхуны Iris. Строительством занималась организация Goelette la Recouvrance, к постройке были привлечены как волонтёры, так и профессиональные рабочие. Судно регулярно совершает рейсы около Бреста, принимая на борт до 25 пассажиров днем и до 12 — на рейсы с ночёвкой. | Iris                                                                                             | Франция 1817 Iris — шхуна, спроектированная в 1817 году, одна из пяти однотипных шхун, использовавшихся в начале XIX века в качестве курьера между кораблями ВМС. Кроме того, эти корабли играли роль конвоя для торговых судов, ходивших в Африку и Западную Индию. |
| Штандарт                   | Фрегат                        | 1999          |                   | Планировка «Штандарта» предполагает разделение корабля на две зоны: историческую и современную — выше пушечной палубы историческая достоверность была сохранена: штурвал и рулевое устройство, всё декоративное убранство, все мачты, шпили, пушки, трапы и люки были сделаны с максимально возможным приближением к историческим. | Штандарт                                                                                         | Российская империя 1703—1730 · «Штандарт» — первый корабль Балтийского флота, был заложен по указу Петра I и приказу губернатора А. Д. Меншикова 24 апреля 1703 года на Олонецкой верфи.                                                                             |
| Гото Предестинация         | Линейный корабль              | 2014          |                   | Построена в 2014 году на Павловском ССРЗ. | Гото Предестинация                                                                               | Российская империя 1698—1712 · «Гото Предестинация» — первый российский линейный корабль. Был заложен в 1698 году по указу Петра I для Азовского флота на Воронежской верфи.                                                                                         |
| Полтава                    | Линейный корабль              | 2018          |                   | Построена в 2018 году на судоверфи «Полтава», расположенной вблизи Лахтинской гавани. Из-за отсутствия оригинального чертежа пришлось идти по иному пути — по мидель шпангоуту, примерным данным и чертежам аналогичных кораблей того времени был выработан примерный чертеж, который прорабатывался одновременно со строительством корабля. | Полтава                                                                                          | Российская империя 1709—1732 · «Полтава» — первый линейный корабль, заложенный в Санкт-Петербургском адмиралтействе и построенный при личном участии Петра I. Получил своё название в честь важной победы, одержанной русской армией над шведами в Полтавской битве. |
| Мелькарт                   | Финикийский торговый корабль. | 2000          |                   | Корабль построен на частной судоверфи в пос. Ивановка. Принял участие в морском фестивале Брест 2000. Совершил три плавания по следам карфагенского мореплавателя Гимилькона. Первое от берегов Бретони через Бискайский залив в испанский порт Льянес, второе из Льянеса вокруг северо-западной части Иберийского полуострова в испанский порт Кангас и третье из Кангаса в португальский порт Авейро. Под парусами и на веслах пройдено более полутора тысяч миль. | Реконструкция. За основу взято изображение на рельефе из Хорсабада.                              | Финикийский торговый корабль IX века до н. э. |
| Анна Ярославна             | Славянское торговое судно     | 2012          | Anna Yaroslavna 2 | Корабль построен на частной судоверфи в Вилково. Принял участие в морском фестивале Брест 2012. | Реконструкция                                                                                    | Славянская торговая ладья XI века. |
| Одиссей                    | Корабль народов моря          | 2012          |                   | Корабль был построен в Одессе, в мастерских Союза художников Украины. На нем совершен ряд плаваний в Чёрном море и по р. Дунай, пройдено более 3 тысяч километров по рекам и лиманам и 400 миль по морю. Самое длительное путешествие совершено из Регенсбурга (Германия) в болгарский порт Варна. | Реконструкция. За основу взята прорисовка рельефа морского сражения Рамсеса III с народами моря. | Архаичные корабли Эгейской цивилизации XII в. до н. э. |

## Суда-реплики — корабли-музеи
| Название судна | Тип             | Год постройки | Изображение | Примечания | Оригинал       | Год постройки, история службы |
| -------------- | --------------- | ------------- | ----------- | --- | -------------- | --- |
| Real           | Галера          | 1971          |             | Реплика установлена в Морском музее Барселоны. Воссоздан к 400-летней годовщине битвы при Лепанто, спущен на воду, затем помещён в экспозицию музея.                                                                                     | Real           | Испания 1568—? · Флагман флота Священной лиги в битве при Лепанто. |
| Бандырма       | Грузовое судно  | 2001          |             | Реплика построена по заказу администрации провинции Самсун, Турция. Корабль-музей. | Бандырма       | Османская империя 1878—1925 · Судно прославилось тем, что в 1919 году он доставил Ататюрка в Самсун, что стало началом турецкой революции. В 1925 году — сдан на слом.                                                                             |
| Ictineo I      | Подводная лодка | н/д           |             | Реплика установлена в Морском музее Барселоны. | Ictineo I      | Испания 1859—1862 · Первая подводная лодка конструкции Нарсиса Монтуриоль-и-Эстарриоля с двигателем внутреннего сгорания и первая полнофункциональная субмарина, не испытавшая аварий во время плавания. · Лодка погружалась на глубину 20 метров. |
| Ictineo II     | Подводная лодка | 1992          |             | Реплика установлена в Морском музее Барселоны. | Ictineo II     | Испания 1865—1867 · Вторая подводная лодка конструкции Нарсиса Монтуриол-и-Астарриола. · Лодка погружалась на глубину 30 метров. |
| Одесса         | Полакр          | 1992          |             | Корабль-музей, (передвижная выставка) о истории средневековой торговли Причерноморского региона Украины со странами Европы. Одесса посетила 20 европейских городов, пройдя из Чёрного моря по системе рек Дунай-Майн-Рейн до Амстердама. | Реконструкция. | Средиземноморский торговый полакр XVI—XVII в.в. |